# Huoching
Huoching (* um 675; † 744) war ein Angehöriger des Herzoghauses der Alamannen.
Gemäß der im 9. Jahrhundert erschienenen Vita Hludowici von Thegan war Huoching der Sohn des Alamannenherzogs Gotfrid (um 650–709).
Huochings Sohn Hnabi (oder Nebi) spielte  eine Rolle bei der Gründung des Klosters St. Gallen.

## Rezeption
Hans Jänichen diskutierte 1976, ob die historischen Alamannen Huoching und Hnabi für die Germanen Hoc und Hnæf (welche im altenglischen Heldengedicht Beowulf, im Finnsburg-Fragment und der Dichtung Widsith vorkommen)  Pate gestanden haben könnten. Jänichen folgte hier einer früheren Überlegung aus dem Jahre 1849, welche John Mitchell Kemble in seiner History of the Saxons in England anstellte.